# Baccalauréat sciences et technologies du management et de la gestion
Pour un article plus général, voir Baccalauréat technologique.
Le baccalauréat sciences et technologies du management et de la gestion ou plus communément bac STMG est un des baccalauréats technologiques proposés en France. Ce bac permet de préparer une poursuite d'études en management et gestion des organisations. Les études accessibles avec un bac STMG sont notamment les suivantes : BUT, BTS ou Licence dans le domaine des services, classes préparatoires aux écoles de management, classes préparatoires à l'expertise comptable, licences professionnelles après un BTS ou un BUT, licence générale puis master après un BUT ou après une classe préparatoire ATS à la suite d'un BTS. À côté des langues (LV1 et 2), du français, des mathématiques, du sport et de l'histoire-géographie, la classe de première STMG propose des spécialités en Droit-économie, Management et Sciences de Gestion et Numérique. La classe de terminale propose les mêmes enseignements (fusion du Management et Sciences de Gestion et Numérique) avec toutefois un enseignement spécifique de 6 h à choisir parmi les quatre suivants : 
- Gestion et finance (GF) ;
- Mercatique (M) ;
- Ressources humaines et communication (RHC) ;
- Systèmes d'information de gestion (SIG).

Le baccalauréat STMG est accessible après les classes de première et de terminale STMG, elles-mêmes accessibles après la classe de seconde générale et technologique, commune aux voies générale et technologique. En classe de terminale, les élèves engagés dans cette série doivent choisir un enseignement spécifique entre Gestion et finance ; Mercatique (marketing) ; Ressources humaines et communication et Système d'information de gestion.
Au cours de l'année de seconde, les élèves souhaitant s'orienter vers cette série peuvent suivre l'enseignement optionnel technologique de Management et gestion, sans que cela soit obligatoire.

## Détail des épreuves et coefficients du baccalauréat Technologique
|                                                                                                | Disciplines | Nature                                     | Durée                                      | Coefficient | Coefficient |
| ---------------------------------------------------------------------------------------------- | --- | ------------------------------------------ | ------------------------------------------ | ----------- | ----------- |
| Épreuves terminales (60 % de la note finale)                                                   | Français | Écrite                                     | 4 heures                                   | 5           | 5           |
| Épreuves terminales (60 % de la note finale)                                                   | Français | Orale                                      | 20 minutes                                 | 5           | 5           |
| Épreuves terminales (60 % de la note finale)                                                   | Philosophie | Écrite                                     | 4 heures                                   | 4           | 4           |
| Épreuves terminales (60 % de la note finale)                                                   | Épreuve orale terminale (Grand oral)                                                                                | Orale                                      | 20 minutes                                 | 14          | 14          |
| Épreuves terminales (60 % de la note finale)                                                   | Enseignement de spécialité suivi en classe de terminale 1                                                           | cf. Tableau 2                              | cf. Tableau 2                              | 16          | 16          |
| Épreuves terminales (60 % de la note finale)                                                   | Enseignement de spécialité suivi en classe de terminale 2                                                           | cf. Tableau 2                              | cf. Tableau 2                              | 16          | 16          |
| Contrôle continu (40 % de la note finale)                                                      | Histoire-géographie                                                                                                 | Moyenne annuelle de la classe de première  | Moyenne annuelle de la classe de première  | 3           | 6           |
| Contrôle continu (40 % de la note finale)                                                      | Histoire-géographie                                                                                                 | Moyenne annuelle de la classe de terminale | Moyenne annuelle de la classe de terminale | 3           | 6           |
| Contrôle continu (40 % de la note finale)                                                      | Langue vivante A | Moyenne annuelle de la classe de première  | Moyenne annuelle de la classe de première  | 3           | 6           |
| Contrôle continu (40 % de la note finale)                                                      | Langue vivante A | Moyenne annuelle de la classe de terminale | Moyenne annuelle de la classe de terminale | 3           | 6           |
| Contrôle continu (40 % de la note finale)                                                      | Langue vivante B | Moyenne annuelle de la classe de première  | Moyenne annuelle de la classe de première  | 3           | 6           |
| Contrôle continu (40 % de la note finale)                                                      | Langue vivante B | Moyenne annuelle de la classe de terminale | Moyenne annuelle de la classe de terminale | 3           | 6           |
| Contrôle continu (40 % de la note finale)                                                      | Mathématiques | Moyenne annuelle de la classe de première  | Moyenne annuelle de la classe de première  | 3           | 6           |
| Contrôle continu (40 % de la note finale)                                                      | Mathématiques | Moyenne annuelle de la classe de terminale | Moyenne annuelle de la classe de terminale | 3           | 6           |
| Contrôle continu (40 % de la note finale)                                                      | Éducation physique et sportive                                                                                      | Moyenne annuelle de la classe de première  | Moyenne annuelle de la classe de première  | 3           | 6           |
| Contrôle continu (40 % de la note finale)                                                      | Éducation physique et sportive                                                                                      | Moyenne annuelle de la classe de terminale | Moyenne annuelle de la classe de terminale | 3           | 6           |
| Contrôle continu (40 % de la note finale)                                                      | Enseignement de spécialité suivi uniquement en classe de première                                                   | Moyenne annuelle de la classe de première  | Moyenne annuelle de la classe de première  | 8           | 8           |
| Contrôle continu (40 % de la note finale)                                                      | Enseignement moral et civique                                                                                       | Moyenne annuelle de la classe de première  | Moyenne annuelle de la classe de première  | 1           | 2           |
| Contrôle continu (40 % de la note finale)                                                      | Enseignement moral et civique                                                                                       | Moyenne annuelle de la classe de terminale | Moyenne annuelle de la classe de terminale | 1           | 2           |
| Enseignements optionnels (Évalués en plus de la note finale dans la limite de 14 coefficients) | Enseignements optionnels suivis pendant les classes de première et de terminale (dans la limite de 2 enseignements) | Moyenne annuelle de la classe de première  | Moyenne annuelle de la classe de première  | 2           | 4           |
| Enseignements optionnels (Évalués en plus de la note finale dans la limite de 14 coefficients) | Enseignements optionnels suivis pendant les classes de première et de terminale (dans la limite de 2 enseignements) | Moyenne annuelle de la classe de terminale | Moyenne annuelle de la classe de terminale | 2           | 4           |
| Enseignements optionnels (Évalués en plus de la note finale dans la limite de 14 coefficients) | Enseignement optionnel suivi en classe de terminale                                                                 | Moyenne annuelle de la classe de terminale | Moyenne annuelle de la classe de terminale | 2           | 2           |

## Histoire
Depuis la rentrée 2012, la série STMG remplace la série STG (Sciences et Technologies de la Gestion) qui avait rénové la série STT (Sciences et Technologies Tertiaires) instaurée en 1993 pour remplacer les filières G1 (Techniques administratives), G2 (Techniques quantitatives de gestion), G3 (Techniques commerciales) et H (Techniques informatiques).
La première session du bac de la série STMG actuelle a eu lieu en juin 2014. Cependant avec la Réforme du baccalauréat, la série STMG va connaitre une nouvelle forme de session de son bac à partir de juin 2021.

## Heures de cours
En première :
- Francais : 3h
- Histoire-géographie : 1h30
- Enseignement moral et civique : 1h (1 semaine sur 2)
- Langue vivante A : 2h
- Langue vivante B : 1h
- Enseignement technologique dispensé en langue vivante : 1h
- Éducation physique et sportive : 2h
- Mathématiques : 3h
- Sciences de gestion et numérique : 7h
- Management : 4h
- Droit-économie : 4h
- Options possibles

En terminale :
- Philosophie : 2h
- Histoire-géographie : 1h30
- Enseignement moral et civique : 1h (1 semaine sur 2)
- Langue vivante A : 2h
- Langue vivante B : 1h
- Enseignement technologique dispensé en langue vivante : 1h
- Éducation physique et sportive : 2h
- Mathématiques : 3h
- Management sciences de gestion et numérique: 5h
- Enseignement spécifique (RHC, GF, SIG, mercatique) : 5h
- Droit-économie : 6h
- Options possibles

## Épreuves du baccalauréat
La répartition des épreuves, leur durée et leur coefficient sont déterminés par les tableaux suivants. Il faut bien différencier l'organisation des épreuves avant et après la réforme de 2021.
| Niv 4 Bac +0 17 |                                   | Baccalauréat général Arts, SES, SVT, HGGSP, Humanités, LCA, LLCE, Maths, PC, NSI, SVT, SITerminale générale |                                   | Baccalauréat technologique STAV, ST2S, STD2A, STMG, S2TMD, STI2D, STHR, STLTerminale technologique |                     | Baccalauréat professionnel Alimentaire, Vente, Beauté, Bâtiment, Santé, Design, Véhicules, NumériqueTerminale professionnelle | BMA                                   | BP                                    | CS5 CS4 CS3                           | BM                                    | BTM |
| Niv 3 16        | Première générale                 | Première technologique                                                                                      | Première professionnelle          | CAP 2e année                                                                                       | CAP 2e année        | CAP 2e année | CAP 2e année                          | CAP 2e année                          |                                       |                                       |     |
| 15              | Seconde générale et technologique | Seconde générale et technologique                                                                           | Seconde générale et technologique | Seconde professionnelle                                                                            | CAP 1re année       | CAP 1re année | CAP 1re année                         | CAP 1re année                         | CAP 1re année                         |                                       |     |
| RNCP Âge        | Lycée général                     | | Lycée technologique               | | Lycée professionnel | Centre de formation d'apprentis (CFA)                                                                                         | Centre de formation d'apprentis (CFA) | Centre de formation d'apprentis (CFA) | Centre de formation d'apprentis (CFA) | Centre de formation d'apprentis (CFA) |     |

### Entre 2014 et 2020

#### Épreuves anticipées en Première (toutes spécialités)
Sciences de Gestion : épreuve d'Étude de Gestion
- conduite de l'étude sur 14 points
- présentation orale sur 6 points
- Cette épreuve donnait lieu à une note sur 20 points ; seuls étaient retenus les points supérieurs à la moyenne de 10 sur 20 affectés d'un coefficient 2.

#### Épreuves terminale
| Épreuve                      | Coefficient | Nature de l'Épreuve | Durée                 |
| ---------------------------- | ----------- | --- | --------------------- |
| Histoire-Géographie          | 2           | écrite | 2 heures 30           |
| Philosophie                  | 2           | écrite | 4 heures              |
| Mathématiques                | 3           | écrite | 3 heures              |
| Langue vivante 1             | 3           | écrite et orale | 2 heures + 30 minutes |
| Langue vivante 2             | 2           | écrite et orale | 2 heures              |
| Économie & Droit             | 5           | écrite | 3 heures              |
| Management des Organisations | 5           | écrite | 3 heures              |
| Épreuve de spécialité        | 12          | écrite (6) et orale avec pratique évaluée en cours d'année (constitution d'un dossier "projet" individuel en fonction de la spécialité choisie)(6) | 4 heures 45 minutes   |
| Éducation physique et sport  | 2 ou 2+2    | Contrôle en cours de formation- CCF |                       |

##### Épreuves facultatives (toutes spécialités)
Le candidat choisit au plus deux épreuves parmi :
| Épreuve                        | Nature de l’épreuve | Durée                  |
| ------------------------------ | ------------------- | ---------------------- |
| Langue vivante 2 étrangère     | orale ou écrite     | 20 minutes ou 2 heures |
| Langue vivante 2 régionale     | orale               | 20 minutes             |
| Éducation physique et sportive | CCF                 |                        |
| Arts plastiques                | orale               | 30 minutes             |
| Cinéma-audiovisuel             | orale               | 30 minutes             |
| Danse                          | orale               | 30 minutes             |
| Histoire des arts              | orale               | 30 minutes             |
| Théâtre                        | orale               | 30 minutes             |
| Musique                        | orale et pratique   | 1 min                  |

### Après 2021
À compter de la session 2021, les épreuves sont les suivantes :
|                                              | Épreuve                                      | Coefficient | Nature de l'épreuve            | Durée |
| -------------------------------------------- | -------------------------------------------- | ----------- | ------------------------------ | --- |
| Épreuves terminales                          | Français                                     | 5           | Écrite                         | 4 heures                                                                                                 |
| Épreuves terminales                          | Français                                     | 5           | Orale                          | 20 minutes + 30 minutes de préparation                                                                   |
| Épreuves terminales                          | Philosophie                                  | 4           | Écrite                         | 4 heures                                                                                                 |
| Épreuves terminales                          | Épreuve orale terminale                      | 14          | Orale                          | 20 minutes + 20 minutes de préparation                                                                   |
| Épreuves terminales                          | Management, sciences de gestion et numérique | 16          | Écrite                         | 4 heures                                                                                                 |
| Épreuves terminales                          | Droit et économie                            | 16          | Écrite                         | 4 heures                                                                                                 |
| Évaluations communes                         | Histoire-géographie                          | 5           | Écrite                         | 3 évaluations de 2 heures                                                                                |
| Évaluations communes                         | Langue vivante A                             | 5           | Écrite Orale                   | 1 évaluation écrite de 20 minutes 2 évaluations écrites de 1 heure 20 + 1 évaluation orale de 10 minutes |
| Évaluations communes                         | Langue vivante B                             | 5           | Écrite Orale                   | 1 évaluation écrite de 20 minutes 2 évaluations écrites de 1 heure 20 + 1 évaluation orale de 10 minutes |
| Évaluations communes                         | Mathématiques                                | 5           | Écrite                         | 3 évaluations de 2 heures                                                                                |
| Évaluations communes                         | Éducation physique et sportive               | 5           | Contrôle en cours de formation | Contrôle en cours de formation                                                                           |
| Évaluations communes                         | Sciences de gestion et numérique             | 5           | Orale                          | 20 minutes                                                                                               |
| Évaluation chiffrée des résultats de l'élève | Moyenne générale de la classe de première    | 5           |                                | |
| Évaluation chiffrée des résultats de l'élève | Moyenne générale de la classe de terminale   | 5           |                                | |

Les épreuves de français (écrite et orale) sont anticipées, c'est-à-dire qu'elles sont passées à la fin de l'année de première.
Les évaluations communes (EC) sont passées à trois reprises : au deuxième et au troisième trimestre de la classe de première ainsi qu'au troisième trimestre de la classe de terminale. La note finale obtenue pour la discipline correspond à la moyenne des évaluations passées. Les Sciences de gestion et le numérique ne sont évalués qu'une fois en EC (troisième trimestre de première). L'éducation physique et sportive est évaluée au travers de trois épreuves ponctuelles, réalisées en cours de formation durant la classe de terminale.
L'évaluation chiffrée des résultats de l'élève correspond donc aux moyennes trimestrielles ou semestrielles obtenues en classe de première et de terminale. Tous les enseignements sont donc pris en compte, qu'ils soient communs, de spécialité ou optionnels.

## Taux de réussite national
− 89,9 % pour la première session 2014 du baccalauréat STMG en progression de 5,6 points par rapport au bac STMG en 2013.

## Principales poursuites d'études après un bac STMG
Les baccalauréats technologiques préparent à des études à bac +2 (DUT, BTS), bac +3 (licence professionnelle, BTS (comme le BTS tourisme) ou bac +5 (DUT puis licence et master). Différentes classes préparatoires sont particulièrement prévues pour les bacheliers STMG : les classes préparatoires Économique et Commerciale voie Technologique (prépas ECT) qui donne accès à des concours spécifiques des écoles de management (écoles dites de commerce) ; les classes préparatoires à l'expertise comptable (DCG - Diplôme de Comptabilité et de Gestion) ; les classes préparatoires aux écoles de management après un DUT ou un BTS (prépa ATS), en 1 an.
À noter que, depuis 2014, l'accès des bacheliers STMG en IUT est favorisé par la loi relative à l’enseignement supérieur du 22 juillet 2013 qui prévoit dans son article 33, pour l’accès aux IUT, un pourcentage minimal de bacheliers technologiques, ainsi que des critères de vérification de leurs aptitudes. La plupart des académies ont adopté un pourcentage de 30 % de bacheliers technologiques en IUT au minimum.
Le baccalauréat STMG prépare également efficacement aux concours dans les domaines suivants : paramédical, social et sport, fonction publique catégorie B.
Une étude du Céreq, publiée fin 2024, montre qu'historiquement, le bac STMG attire une population socialement mixte, avec une proportion élevée d'élèves issus de milieux modestes (45 % des bacheliers STMG sont enfants d'ouvriers ou d'employés). Ce pourcentage reste supérieur à celui des bacs généraux comme le bac ES (38 %). Les bacheliers STMG qui atteignent des niveaux de diplôme élevés (bac+3 ou bac+5) incarnent le rôle de promotion sociale de ce diplôme. En master, par exemple, 40 % des diplômés STMG proviennent de milieux modestes, contre seulement 27 % pour les bacheliers ES.
L'étude du Céreq montre également que les bacheliers STMG qui poursuivent leurs études jusqu’à un niveau bac+2 ou plus, obtiennent de bien meilleurs résultats en termes d'insertion professionnelle que ceux qui quittent le système éducatif juste après le bac ou après un échec dans l’enseignement supérieur. L'étude montre également qu'à bac+2 (BTS ou DUT) par rapport aux bacs professionnels et généraux, les diplômés de STMG sont désavantagés en termes de salaire moyen. Par exemple, les titulaires d’un BTS issus de STMG gagnent moins que ceux issus d’un bac pro, même si leurs taux d’emploi sont très proches.

### Exemples de poursuites d'étude en Gestion & Finances
- Classes préparatoires à l'expertise comptable (Diplôme de Comptabilité & de Gestion)
- Formations universitaires (licences) : Administration Économique & Sociale, Droit...'
- BUT Gestion des Entreprises & des Administrations (GEA) - Option Gestion Comptable & Financière
- BTS Comptabilité & Gestion (CG) ; Gestion de la PME (GPME)
- Écoles ou filières spécialisées : licences d'économie et de gestion, comptabilité, gestion, commerce

### Exemples de poursuites d'étude en Ressources Humaines & Communication
- DUT : Carrières Juridiques (CJ) ; Information-Communication (IC) ; Service & Réseaux de Communication (SRC) ; DUT Gestion des Entreprises & Administration (GEA) - Option Gestion des Ressources Humaines
- BTS : Communication (COM) ; Assistant de Manager (AM) ; Animation & Gestion Tourisme Locale (AGTL) ; Ventes et Productions Touristiques(VPT) ; Notariat (NOT) ; Gestion de la PME (GPME) [6]
- Écoles ou filières spécialisées : secteur social, communication, tourisme, hôtellerie…
- Formations universitaires (licences générales) : licences d'économie et de gestion, de sciences humaines, d'administration économique et sociale, droit…

### Exemples de poursuites d'étude enMercatique(marketing)
- DUT : Techniques de Commercialisation (TC) ; Gestion Administrative & Commerciale des Organisations (GACO)…
- BTS : Négociation et Digitalisation de la Relation Client (NDRC) ; Management Commercial Opérationnel (MCO) ; Professions Immobilières (PI) ; Commerce International (CI), Tourisme ; Technico-Commercial, Logistique & Transport (LT) ;
- Écoles ou filières spécialisées : marketing, commerce, management, communication, tourisme, ventes ;
- Formations universitaires (licences générales) : licences d'économie et de gestion, Administration Économique & Sociale, droit…

### Exemples de poursuites d'étude en Systèmes d'Information de Gestion
- Formations technologiques DUT : Information-Communication (IC) ; Métiers du Multimédia & de l'Internet (MMI) ; Informatique ; Qualité, Logistique Industrielle & Organisation (QLIO) ; Réseaux & Télécommunications (RT) ; Statistique & Informatique Décisionnelle (STID)
- Formations technologiques BTS : Services Informatiques aux Organisations (SIO) ; Gestion de la PME (GPME) ; Technico-Commercial ; Communication (COM)
- Écoles ou filières spécialisées : Métiers de l'internet, Master de Méthodes informatiques appliquées à la gestion (MIAGE),
- Écoles privées : Supinfo
- Formations universitaires (licences générales) : licences d'économie et de gestion, licences d'informatique.

## Les établissements qui préparent au bac STMG en France
Le baccalauréat STMG se prépare dans un lycée général et technologique. Les enseignements débutent à partir de la classe de première dans de nombreux lycées publics et privés sous contrat sur l'ensemble du territoire français. En classe de seconde générale et technologique, l'enseignement d'exploration « Principes Fondamentaux de l'Économie et de la Gestion » (PFEG) permet de découvrir les spécificités de la série Management et gestion (STMG).